# 安倍晋太郎
安倍 晋太郎（あべ しんたろう、1924年〈大正13年〉4月29日 - 1991年〈平成3年〉5月15日）は、日本の政治家。位階は従二位、勲等は勲一等。
衆議院議員（11期）、農林大臣、内閣官房長官、通産大臣、外務大臣、自由民主党国会対策委員長、自由民主党政務調査会長、自由民主党総務会長、自由民主党幹事長を歴任した。
衆議院議員の安倍寛の長男。岳父に元内閣総理大臣の岸信介、義理の叔父は元内閣総理大臣の佐藤栄作、次男は元内閣総理大臣の安倍晋三である。1986年に派閥の領袖となったが、1991年に病気のため死去した。

## 来歴

### 生い立ち
安倍寛、静子夫妻の長男として東京市四谷区に生まれる。ちなみに寛とは誕生日が同じである。本籍地は山口県大津郡油谷町大字蔵小田（現：長門市）。山口県大津郡日置村（後の油谷町→現：長門市）の安倍家は、江戸時代、大庄屋をつとめ、酒や醤油の醸造業を営み、やがて大津郡きっての名家として知られるようになり、明治以降は晋太郎の大伯父・安倍慎太郎や父・安倍寛が地元の名士として山口県議会議員や衆議院議員を務めるようになった家柄である。
生後間もなく郷里の山口に戻り幼少期を過ごす。晋太郎が生まれて80日後に両親が離婚した。
旧制山口中学校（現・山口県立山口高等学校）に進学。母親の再婚を知り、上京して居所を探すも、再会は叶わなかった。
一年間浪人した後、1943年（昭和18年）に第六高等学校（岡山市）に入学。1944年（昭和19年）9月、1年半で繰り上げ卒業。東京帝国大学法学部に進学するが、同年10月、海軍滋賀航空隊に予備学生として入隊させられた。
太平洋戦争終結後、改称された東京大学法学部に復学。1946年（昭和21年）1月29日父・寛が心臓麻痺で倒れ、翌年には“育ての親”ともいえる大伯母・ヨシが死去した。

### 毎日新聞社に入社
1949年（昭和24年）、東京大学卒業。毎日新聞社に入社。政治部に配属される。
1951年（昭和26年）5月、岸信介の長女・洋子と結婚。
1956年（昭和31年）12月23日、石橋湛山内閣が成立。岸が外相として入閣したのを機に毎日新聞を退職し、外務大臣秘書官となった。
1957年（昭和32年）2月25日、第1次岸内閣が成立。安倍は内閣総理大臣秘書官に就任した。

### 1958年の衆院選で初当選
1958年（昭和33年）の第28回衆議院議員総選挙に、郷里の旧山口1区（定数4）から自民党公認を得て立候補。安倍が立候補したことにより、地元の旧日置村では、父の安倍寛の地盤を継いだ周東英雄を推す主流派と、安倍派に分裂したが、2位で初当選する。この時の総選挙では竹下登、金丸信が初当選しており、新人時代からの盟友関係が後の「安竹同盟」まで繋がった。
1960年（昭和35年）1月24日、民主社会党（のちに民社党に改称）が結党。同年11月20日に行われた第29回衆議院議員総選挙に現職の今澄勇は同党公認で立候補。社会党元職の細迫兼光はトップで返り咲き、安倍は4番目の得票数で再選した。今澄は次点で落選した。
1963年（昭和38年）の第30回衆議院議員総選挙では今澄が4番目の議席に滑り込み、安倍は次点で落選した。支持母体流動化など選挙区の情勢から政界への復帰が危ぶまれていたが、2回連続落選しては復活の目途が立たなくなるため、義父である岸信介元首相および叔父である佐藤栄作首相二人から異例の仲介が為され、同選挙区選出議員で地盤も重なる、吉田茂直系の周東英雄の後援会長を務めていた山口県水産業会の重鎮、藤本万次郎を後援会長に迎えた。
1967年（昭和42年）の第31回衆議院議員総選挙で衆議院議員に返り咲く。これが周東が政界から引退する遠因となった。
選挙区後援会の集会に於いては、「藤本万次郎さんは私にとってかけがえのない恩人であります」との一節を必ず演説に盛り込み、「郷土に恩を返す為にも、日本の舵取りを目指す所存であります」と締めるのが常であった。本籍地が熊毛郡田布施町の岸と対岸の熊毛郡上関町祝島出身の藤本は、共に幼少時は「熊毛の神童」とうたわれ交流があったが、長じて二歳年上の岸に藤本が畏敬の念を持つ事となり、この交誼が期せずも岸の娘婿となった安倍の将来に関わることとなった。岸、佐藤、安倍はこの功績に報いるため、1968年（昭和43年）の第8回参議院議員通常選挙では、藤本に山口選挙区から自由民主党公認で出馬を要請したが、藤本は辞退した。
1969年（昭和44年）の総選挙は、周東の後継者として元通産省職員の林義郎が立候補。林の父親で、サンデン交通社長の林佳介は安倍の後援会長を、母親も安倍の婦人部の会長を務めていた。しかし林義郎が出馬したことから林家傘下の山口合同ガスなど下関市の有力企業のほとんどは林の支援に早変わりした。苦戦を強いられるもトップで当選を果たす。
下関市では「異端者」であった安倍は幅広い層からの支持や支援を必要とした。そこで同市に多い在日コリアン系の人々がその一翼を担うこととなった。山口県在日本朝鮮人商工会会長などを務めた朝鮮総聯系の呂成根、パチンコ業界大手の七洋物産創業者の吉本章治などからの支援を受けた。安倍の第六高等学校時代の親しい同級生に、釜山日報、KBSなどの社長を務めた崔世卿がおり、安倍は在日コリアンに対する偏見はなかったと言われている。
参議院山口県選挙区は、勇退予定であった二木謙吾が参議院議員を引き続き務めることとなり、1974年（昭和49年）も再び立候補。1980年（昭和55年）の第12回参議院議員通常選挙では、安倍が推し藤本万次郎が後援会長を務める江島淳に地盤を禅譲する事となったが、1987年（昭和62年）二期目途中の江島の死去により、7月12日補選で二木の子息である二木秀夫に地盤は戻り、1998年（平成10年）の第18回参議院議員通常選挙では二木の地盤は後継者合志栄一へ引き継がれるも落選、無所属の松岡満寿男が当選する。2004年（平成16年）の第20回参議院議員通常選挙では、安倍の実子で岸家へ養子へ入った岸信夫が当選した。この議席には、岸信夫の衆議院鞍替えによる2013年（平成25年）の参議院山口県選挙区補欠選挙で江島淳の子息である元下関市市長の江島潔が就くこととなった。
自民党では、岸派とそれを継承した福田派に所属し、派閥領袖であった福田赳夫を支え、田中派との党内抗争「角福戦争」を争った。安倍は岸の全面的支援を背景として、福田派における世代交代の旗手と位置づけられていった。
行政面では、自民党農林・外交・国防各部会の副部会長、農林政務次官を務めるなど、農政を得意としながら外交などでも研鑽を積む。衆議院大蔵委員長を経て1974年（昭和49年）、三木武夫内閣において農林大臣として初入閣。以後、1976年（昭和51年）に自民党国会対策委員長を務め、1977年（昭和52年）、福田改造内閣の内閣官房長官となり、日中平和友好条約締結などに関与。1978年（昭和53年）には、福田の自民党総裁再選への流れを作るためには、衆議院解散が有効と考えた安倍は「解散風」を煽るが、金丸信防衛庁長官が解散反対を公言する などして解散は頓挫。同年暮れの総裁選で福田は大平正芳に敗れ、福田内閣は退陣する。
1979年（昭和54年）11月、大平総裁の下で党政調会長に就任。福田派が大平と対立する中で、それぞれ籍をおく執行部と福田派の板ばさみになる。1980年（昭和55年）5月のハプニング解散の際には、政調会長と党執行部の一員でありながら内閣不信任決議採決直前に福田派議員によって議場から連れ出される一幕もあった。
1981年（昭和56年）11月、政調会長を退任。同年11月30日、鈴木善幸改造内閣が発足。通商産業大臣に就任。
1982年（昭和57年）10月12日、鈴木善幸は首相退陣を表明。田中派の支援する総裁候補中曽根康弘に対抗すべく、福田は安倍の総裁選出馬への支持を表明。総裁予備選開催に必要な4人の立候補者を出した上で河本敏夫を総理総裁とする反田中派政権を樹立する目論見であったが、安倍への党員の支持が伸び悩み、泡沫候補と思われていた中川一郎にも脅かされ最下位に転落する可能性も見えた。岸は最悪の場合、安倍の将来に関わると考え、立候補取りやめを要求したが容れられなかった。
同年11月24日、総裁選予備選が行われる。結果は1位中曽根、2位河本、3位安倍、4位中川。中曽根が過半数を大きく上回る得票で1位につけたため、河本以下の候補は本選挙を辞退し、ここに福田派の目論見も潰えた。

### 外務大臣に就任
1982年（昭和57年）11月27日、第1次中曽根内閣が成立。中曽根は安倍に閣僚人事の相談をするなど、安倍重視の姿勢を見せる。安倍は外務大臣として入閣し、連続4期務めた。安倍は必ずしも国際派というわけでもなかったが、義父・岸信介の米国人脈を生かし、韓国などアジア諸国との外交にも尽力したこともあり、マスメディアなどでは「外交の安倍」という評価を受けるようになった。一方でパフォーマンスに長けた中曽根の陰に隠れ、外相としても新機軸を打ち出せずに終わったとも言われ、ポスト中曽根を目指して打ち出した政策である「グローバル・ニューディール」も、国民世論の理解を得たとは言い難かった。
1986年（昭和61年）7月6日、衆参同日選挙が執行され、自民党が大勝。同年7月14日、福田赳夫は派閥会長の座を安倍に禅譲。7月22日に第3次中曽根内閣が発足すると、安倍は党総務会長に就任した。
中曽根の総裁任期満了が近づくと、後継総裁候補として安倍、竹下、宮沢が出馬表明するが、中曽根の巧妙な戦略とニューリーダーたちのひ弱さにより、結局は中曽根に指名権が握られる。世論などでは雰囲気として安倍有利とされたが、1987年（昭和62年）10月20日、中曽根は竹下を後継総裁に指名した。
中曽根の竹下指名については、竹下が自分を総裁にするのに協力すれば次は安倍に譲ると禅譲を持ちかけたという説もあるが、当時安倍の秘書であった次男の晋三ら関係者は否定している。後継総裁を逃したことで、当時安倍派の中堅議員だった小泉純一郎が激怒し、他の議員たちの前で安倍を叱咤したといわれている。
同年11月6日、竹下内閣が成立し、安倍は自民党幹事長に就任。消費税導入などで、国会対策の先頭に立ち、「ポスト竹下」の最有力候補として自他共に認める存在であった。

### 発病・死去

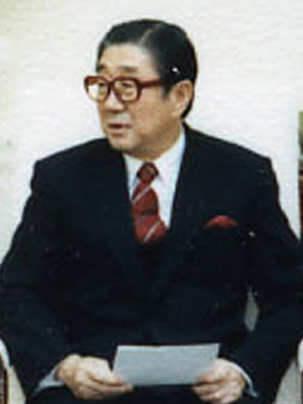
晩年の安倍（1987年4月21日）

1988年（昭和63年）、自身の秘書がリクルートコスモス（現「コスモスイニシア」）の非公開株を譲り受けていたためリクルート事件に巻き込まれ、自民党が定めた「1年間、もしくは次の総選挙まで党の役職を辞退する」という内規の対象となる。
1989年（平成元年）4月18日、順天堂大学医学部附属順天堂医院に入院。当時は、リクルート事件のほとぼりを冷ますための避難入院と見る政治評論家もいた。表向きには「総胆管結石治療」による入院と述べていたが、5月に膵臓がんにより膵臓から十二指腸、胃の一部まで取る手術を行った。長期入院を余儀なくされ、同年7月25日に退院した。
1990年（平成2年）1月には、ソビエト連邦を訪問した。総理・総裁就任に向けて、全国各地で安倍派の新人議員を擁立し、同年2月に行われた第39回衆議院議員総選挙では自派から若手議員を大量に当選させた。同年6月に訪米するも8月に病状が悪化し、9月6日に検査入院。9月10日にいったん退院するも、14日に再入院した。この際、次男の晋三から「癌です」と告げられるが、「ああ、やっぱりそうか」と反応しただけだったという。病状悪化により9月20日から予定されていた訪ソを断念。
1991年（平成3年）1月19日、「かぜのため」（安倍の関係者の発表）再入院し、党内で重病説がささやかれるようになる。4月中旬、来日中のソ連邦初代大統領ミハイル・ゴルバチョフの歓迎昼食会に出席、これが安倍にとって最後の政治活動となった。5月15日、安倍は入院先の東京都文京区の順天堂大学医学部附属順天堂医院で死去した。67歳没。同日、特旨を以て位記を追賜され、死没日付をもって従二位勲一等に叙され、旭日桐花大綬章を追贈された。追悼演説は同年8月8日、衆議院本会議で日本社会党委員長の田邊誠により行われた。

## 年表
- 1924年（大正13年）4月29日 - 東京市四谷区（現・新宿区）に生まれる
- 1949年（昭和24年）
  - 3月 - 東京大学法学部政治学科卒業
  - 4月 - 毎日新聞社入社
- 1956年（昭和31年）12月 - 毎日新聞社退社、外相秘書官に就任
- 1957年（昭和32年）2月 - 首相秘書官に就任（ - 1958年）
- 1958年（昭和33年）5月 - 衆議院議員に当選
- 1967年（昭和42年）11月 - 農林政務次官（ - 1968年11月）
- 1973年（昭和48年）- 衆議院大蔵委員長（ - 1974年）
- 1974年（昭和49年）12月 - 農林大臣に就任（ - 1976年9月）
- 1976年（昭和51年）12月 - 自民党国会対策委員長に就任（ - 1977年11月）
- 1977年（昭和52年）11月 - 内閣官房長官に就任（ - 1978年12月）
- 1979年（昭和54年）11月 - 自民党政調会長に就任（ - 1981年11月）
- 1981年（昭和56年）11月 - 通商産業大臣に就任（ - 1982年11月）
- 1982年（昭和57年）11月 - 外務大臣に就任( - 1986年7月)
- 1986年（昭和61年）7月 - 自民党総務会長（ - 1987年10月）
- 1987年（昭和62年）10月 - 自民党幹事長に就任( - 1989年6月)　次男の晋三が幹事長秘書となる
- 1991年（平成3年）5月15日 - 死去

## 人物

### 韓国ならびに統一教会との関係
- 山口県在日本朝鮮人商工会会長などを務めた朝鮮総聯系の呂成根、パチンコ業界大手の七洋物産創業者の吉本章治などから支援を受けた[13]。吉本は元在日韓国人で、「五奉行」と呼ばれた晋太郎の最有力支援者の一人だった[28][13][注 5]。
- 第六高等学校時代の親しい同級生に、釜山日報、KBSなどの社長を務めた崔世卿がいる[14]。
- 安倍の福岡事務所が入っていたビルは前述の吉本章治が経営する会社の本社ビルであった。1980年代末には、吉本との癒着に疑惑がもたれた[30]。
- 1963年、ミッション系大学生の女性が大学を中退し、廃品回収などで活動費を捻出し、下関市に統一教会（現・世界平和統一家庭連合）の教会を設立した。下関駅南側の東大和町1丁目1番地にあるビルの一部を借りて拠点とし、韓国から日本を訪れた幹部や信者たちはここで宿泊することが多かった[31]。この下関教会から南約150メートルの同町1丁目8番地に安倍は事務所を構えた。安倍晋太郎事務所は安倍の死後、安倍晋三事務所となり、2023年4月の衆議院補選で初当選した吉田真次の事務所となった[31][32]。
- 1974年5月7日、統一教会の創始者の文鮮明の講演会「希望の日晩餐会」が東京都の帝国ホテルで開催される。名誉実行委員長は岸信介が務めた[33]。岸の他、安倍、福田赳夫大蔵大臣ら、40人もの自民党国会議員と財界の要人が出席した。福田は「アジアに偉大な指導者あらわる、その名は文鮮明」と挨拶した[34][35][36]。
- 1986年7月6日に行われた第38回衆議院議員総選挙に、教団信者で世界平和教授アカデミー中部支部幹事の細野純子は旧愛知6区から無所属で立候補した。同選挙区には片岡武司が自民党の公認を得て立候補したが、安倍は細野の集会に祝電を送った[37]。
- 1988年2月19日、統一教会の関連団体「国際勝共連合」は「新春の集い」を開催。会合に出席した安倍は「皆さんには、わが党同志をはじめ大変お世話になっている」と挨拶した[38][39]。安倍の関係者は取材に対し「日ごろ各種選挙でお世話になっているので、そのお礼の意味をこめて出席した」と答えた[39]。
- 1989年7月4日、文鮮明は、安倍が当時会長を務めていた「清和政策研究会」（安倍派）を中心に日本の国会議員との関係強化を図るよう、韓国で信者に向かって語った。加えて、「国会内で教会をつくる」「そこで原理を教育することで、すべてのことが可能になる」「国会議員の秘書を教団から輩出する」と述べた[40][41][38][42]。
- 岸信介、笹川良一らの協力を得て国際勝共連合を立ち上げた文鮮明は、岸の娘婿である安倍が中曽根康弘の後継者として首相となることを強く望んでいた。1987年の自民党総裁選に際し竹下登が選ばれた「中曽根裁定」への恨みを文は後年繰り返し語っており、1988年2月18日の説教で「中曽根の野郎は今回、裏切った。韓国の政治的な風土に大きな損失をもたらした。あいつが竹下を推していなかったら、安倍が首相になったはずだった」と述べ[43]、1991年2月2日の説教で「本来は安倍晋太郎という人が首相になることになっていたが、首相を選ぶ5分前に200億で売られた」と述べた。2004年7月31日には同じく韓国での説教で「（安倍は）自分が首相になるためには、夜も眠らずに中曽根の金玉を握って寝なければならないのに、勝手をして売られた」と述べた[44]。
- 1990年2月の第39回衆議院議員総選挙において文鮮明は安倍派の議員ならびに候補者を支援した[注 6]。
- 『週刊現代』1999年2月27日号は、「自民党内部の統一教会シンパとしてさかんに議員に統一教会員を秘書として紹介し、セミナーへの勧誘をしていた」と報じた[46][47]。
- コリアゲートに関与した朴東宣と親交を持つとされる[要出典]。

### その他
- 墓所は山口県長門市油谷の安倍家墓所、静岡県駿東郡小山町の冨士霊園にある。
- 地元・山口県萩市の松陰神社境内にある吉田松陰記念館には、山口県出身の歴代総理大臣の蝋人形が展示されている。1985年（昭和60年）、将来の「安倍晋太郎総理誕生」を見越して、安倍の蝋人形が作られ展示された。他の歴代総理大臣の近くに並べられた等身大の安倍の蝋人形は、ひときわ長身で目立っていた。安倍が総理大臣になった暁には、一つ前に山口県から選出された佐藤栄作の隣に移す手筈であったが、総理になれず安倍は死去したため、歴代総理と安倍の蝋人形を並べて展示するわけにはいかず、脚部を改造し椅子に座る姿に変えた上で「郷土の政治家」として片隅に展示している[要出典]。
- 福田派のプリンスと呼ばれ[48]、竹下登、宮澤喜一と並びニューリーダー（安竹宮）の一人に数えられて将来を嘱望された[49]。
- 次期総理を確実視されるまでに至ったが目前にして病死し、悲運のプリンスと呼ばれた[50]。
- 「バランス感覚や人間的な安定感があり、床の間を背に座るのが似合う男」と言われ、リーダーとして天性の素養が備わっていたとされる一方、「人が良すぎる」「人間が甘い」といった評価もついて回った[51]。そうした両面を捉えて、「プリンスメロン」などとも称された[52]。

## 系譜
山口県大津郡日置村（後に油谷町に分割、現：長門市）の安倍家は、江戸時代には地元の大庄屋を務め、酒や醤油の醸造を営み、やがて大津郡きっての名家と知られるようになった家柄である。明治時代になると安倍慎太郎が地元の名士として山口県議会議員になった。彼は「安倍家中興の祖」と呼ばれる。慎太郎は地元の名門・椋木家から婿養子・彪助を迎え入れ、その子である安倍寛は山口県議会議員を経て、1937年（昭和12年）に衆議院議員に当選して中央政界へ進出、以降安倍家は政治家一家となる。寛は1942年（昭和17年）の翼賛選挙で大政翼賛会の推薦なしで当選を果たした議員の一人として知られる。その息子が安倍晋太郎であった。
安倍家のルーツについては、共同通信社出身のジャーナリスト古沢襄によれば、安倍晋太郎自身が奥州安倍氏であり、安倍宗任の末裔にあたると語っていたという。安倍宗任は1051年の前九年の役にて源頼義、源義家率いる源氏に破れ、大宰府に配流された陸奥国の豪族である。『閨閥 改訂新版 特権階級の盛衰の系譜』216-217頁に「家系図をひもとくと安倍家は、鎌倉時代以前の奥州征伐などで名高い阿倍比羅夫、前九年の役の安倍貞任にまで繋がる歴史ある名門である」とある。安倍家の元家政婦は東北地方に飛び、奥州安倍氏の関係地と言われた岩手県など地域の市町村役場などを丹念に回りながら、各地に古くから伝わる家系図を調べ歩き、その結果、油谷町に住み着いた一族が宗任の流れをくむ者たちであること、青森県五所川原の石搭山荒覇吐（あらはばき）神社に始祖である宗任が眠っているらしいことを調べ上げたという。元家政婦からの報告を聞いた晋太郎は1987年（昭和62年）7月末、出馬表明した総裁選の全国遊説の折、妻洋子と晋三夫妻を伴い同神社に出向き、参拝した。なお案内役を兼ねて晋太郎たちに同行したのが画家の岡本太郎であり、岡本もまた安倍一族の流れをくむ一人として、自らのルーツに関心を持って調べたことがあったという。だが、この石搭山荒覇吐神社は偽書『東日流外三郡誌』に基づいて、同書の「発見者」・和田喜八郎が1980年（昭和55年）に創建した神社であり、同社所蔵の安倍頼時の遺骨と称する物は後に鑑定の結果、クジラの骨の化石と判明した。1989年（平成元年）に発刊された『安倍一族』（盛岡タイムス社編纂）という一冊に晋太郎は『わが祖は「宗任」』と題する、次の序文を寄せている。「宗任より四十一代末裔の一人として自分の志した道を今一度省みながら華咲かしてゆく精進を続けられたら、と願うことしきりです」。但し、晋太郎にとり宗任は女系の祖先にあたり、父系は平氏の平知貞の系譜をひき、平家滅亡により源氏による迫害を恐れ女系の安倍姓を称したという。

## 家族 親族

### 安倍家

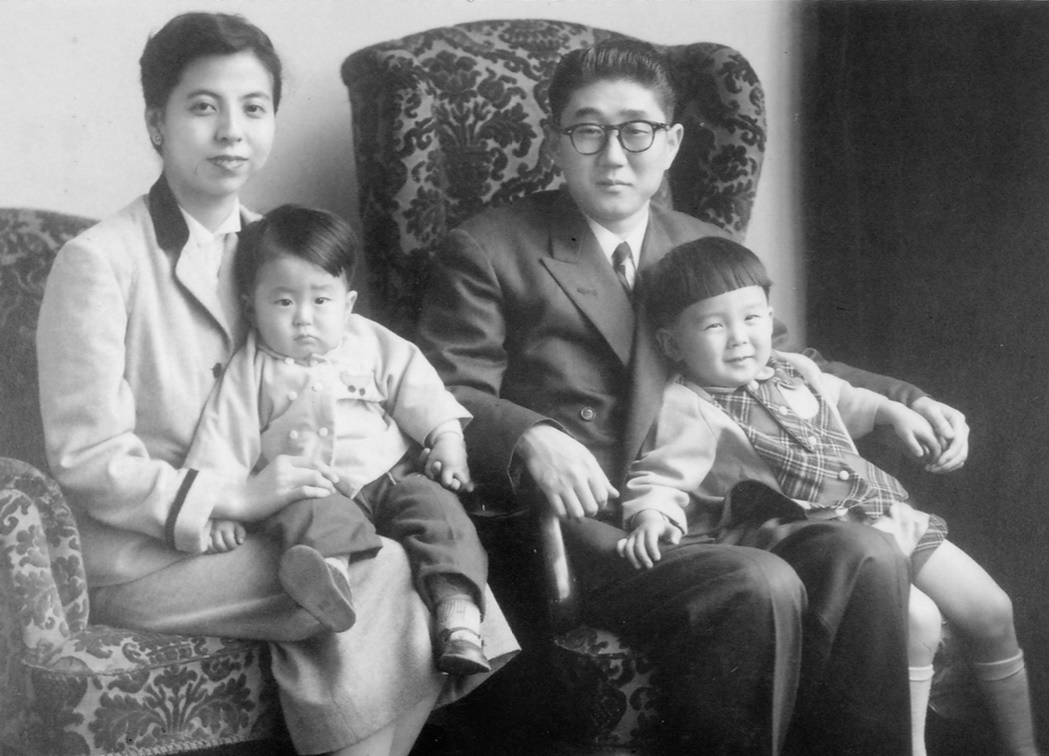
左から、妻・洋子と次男・晋三、晋太郎と長男・寛信（1956年（昭和31年））

（山口県長門市、東京都）
- 祖父・彪助（椋木家からの婿養子）
生年不詳 - 1895年（明治28年）没[56]
- 祖母・タメ（政治家安倍慎太郎の妹）
生年不詳 - 1898年（明治31年）没[56]
- 父・寛（政治家）
1894年（明治27年）4月生 - 1946年（昭和21年）1月没
- 母・静子（山口県、陸軍軍医監本堂恒次郎の長女、陸軍大将子爵大島義昌の孫娘。出生直後に生別。）
- 妻・洋子（山口県、官僚でのちの首相岸信介の長女）
1928年（昭和3年）6月生 - 2024年（令和6年）2月没
- 長男・寛信（三菱商事パッケージング社長）
1952年（昭和27年）5月生 -
同妻・幸子（ウシオ電機社長牛尾治朗の長女）
- 二男・晋三（政治家、第90・96・97・98代内閣総理大臣）
1954年（昭和29年）9月生 - 2022年（令和4年）7月没
同妻・昭恵（森永製菓社長松崎昭雄の長女）
1962年（昭和37年）6月生 -
- 三男・信夫（政治家、岸家へ養子、元防衛大臣）
1959年（昭和34年）4月生 -
  - 長男・信千世（政治家）

1991年（平成3年）5月生 -
- 異父弟・西村正雄（銀行家、日本興業銀行頭取）
1932年（昭和7年）11月生 - 2006年（平成18年）8月没

## 著書
- 『ドキュメント・通商産業大臣』サンケイ出版、1983年4月30日。
- 『創造的外交をめざして』行政問題研究所出版局、1984年9月20日。
- 『日本外交の指針 : 平和と繁栄を求めて』晋太郎会、1984年10月9日。

## 演じた俳優
- 瀬戸山功（『小説吉田学校』、1983年）
- 大山高男（『いしいひさいちの大政界』、1991年）※OVA
- 平泉成（『安倍晋三が号泣した日』、2006年）